# Slim Harpo
Slim Harpo var artistnamnet för bluesmusikern James Isaac Moore, född 11 januari 1924 i West Baton Rouge Parish i Louisiana, död 31 januari 1970. Han var en av de ledande inom stilen swamp blues och en av de mest kommersiellt framgångsrika bluesartisterna på sin tid.

## Diskografi

### Singlar
- 1957 - "I'm a King Bee" / "I Got Love If You Want It" (Excello 2113)
- 1958 - "Wondering And Worryin'" / "Strange Love" (Excello 2138)
- 1959 - "You'll Be Sorry One Day" / "One More Day" (Excello 2162)
- 1960 - "Buzz Me Babe" / "Late Last Night" (Excello 2171)
- 1960 - "Blues Hang-Over" / "What A Dream" (Excello 2184)
- 1961 - "Rainin' In My Heart" / Don't Start Cryin' Now" (Excello 2194) - R&B-listan #17, US pop #34
- 1963 - "I Love The Life I'm Living" / "Buzzin'" (Excello 2239)
- 1964 - "I Need Money" / "My Little Queen Bee" (Excello 2246)
- 1964 - "We're Two Of A Kind" / "Still Rainin' In My Heart"  (Excello 2253)
- 1964 - "Sittin' Here Wondering" / "What's Goin' On Baby" (Excello 2261)
- 1964 - "Harpo's Blues" / "Please Don't Turn Me Down" (Excello 2265)
- 1966 - "Baby Scratch My Back" / "I'm Gonna Miss You (Like The Devil)" (Excello 2273) - R&B-listan #1, US pop #16
- 1966 - "Shake Your Hips" / "Midnight Blues" (Excello 2278)
- 1966 - "I'm Your Bread Maker, Baby" / "Loving You (The Way I Do)" (Excello 2282)
- 1967 - "Tip On In (Part 1)" / "..(Part 2)" (Excello 2285) - R&B-listan #37
- 1967 - "I'm Gonna Keep What I've Got" / "I've Got To Be With You Tonight" (Excello 2289)
- 1968 - "Te-Ni-Nee-Ni-Nu" / "Mailbox Blues" (Excello 2294) - R&B-listan #36
- 1968 - "Mohair Sam" / "I Just Can't Leave You" (Excello 2301)
- 1968 - "That's Why I Love You" / "Just For You" (Excello 2305)
- 1968 - "Folsom Prison Blues" / "Mutual Friend" (Excello 2306)
- 1968 - "I've Got My Finger On Your Trigger" / "The Price Is Too High" (Excello 2309)
- 1969 - "Rainin' In My Heart" (reissue) / "Jody Man" (Excello 2316)

### Album
- 1960 - Tunes To Be Remembered (one track - Excello LP 8001)
- 1961 - Raining In My Heart (Excello LPS 8003)
- 1963 - Authentic R&B (three tracks - UK Stateside SL 10068)
- 1964 - The Real R&B (three tracks - UK Stateside SL 10112)
- 1964 - A Long Drink Of Blues (UK Stateside SL 10135)
- 1966 - Baby Scratch My Back (Excello LPS 8005)
- 1968 - Tip On In (Excello LPS 8008)
- 1969 - The Best of Slim Harpo (Excello LPS 8010)
- 1970 - Slim Harpo Knew The Blues (Excello LPS 8013)
- 1971 - Trigger Finger (UK Blue Horizon 243 1013)